# エウゲニウス3世 (ローマ教皇)
エウゲニウス3世（Eugenius III, ? - 1153年7月8日）は、ローマ教皇（在位：1145年2月15日 - 1153年7月8日）。第2回十字軍を呼びかけた教皇として知られている。本名はベルナルド・ピニャテッリ（Bernardo Pignatelli）またはベルナルド・パガネリ（Bernardo Paganelli）。カトリック教会の福者でもあり、記念日は7月8日。

## 生涯
イタリアのピサ近郊出身と見られ、1130年にクレルヴォーのベルナルドゥスと出会い、1138年にシトー会のクレルヴォー修道院に入り、ベルナルドゥスの下で修行した。翌1139年に就任したローマ近郊のシトー会修道院の院長を経て、1145年にはベルナルドゥスの影響力によって初のシトー会出身のローマ教皇となった。しかし、アルノルド・ダ・ブレシアに率いられた市民自治を求める反乱軍によって当時のローマは混乱状態にあり、戴冠のためサン・ピエトロ大聖堂に向かったが反乱軍に阻止され、やむなくローマを放棄し北東のシトー会修道院・ファルファ修道院で戴冠した後、ヴィテルボへ逃れた。以後在位期間のほとんどをフランス、ドイツのトリーアなど各地に滞在して過ごすことになる。
十字軍国家のエデッサ伯領が失われたことをフランスで聞き、1145年12月、フランス王ルイ7世に教皇勅書を送り、十字軍を呼びかけた。ベルナルドゥスの勧誘演説により、ルイ7世とドイツ王コンラート3世といった国王2人を含む多くの参加者を得たが、1147年から1148年に行われた第2回十字軍はほとんど成果を挙げられず大失敗に終わった。また、1149年にトゥスクルムで十字軍から帰還途中のルイ7世と王妃アリエノール・ダキテーヌに出会い、遠征中に不仲になっていた2人を慰めて夫婦関係を修復させた（しかし2人は1152年に離婚）。
一方、ローマは混迷を極め教会、反乱軍、双方とも事態を打開するため和平を結び、市民自治を合法と認める条件で1152年にエウゲニウス3世は無事に帰還した。翌1153年に教皇領確保のためコンラート3世の甥のドイツ王フリードリヒ1世と同盟（コンスタンツ条約）を結んだが、7月8日に避暑のため滞在していたティヴォリで死去、ローマ（現在はバチカン市国）のサン・ピエトロ大聖堂に埋葬された。ちなみにベルナルドゥスも1月ほど後の8月20日に死去した。
師であるベルナルドゥスから書簡『デ・コンデラティオーネ（教皇としてなすべき事柄）』を送られ、教会改革と聖職者の清貧実践を勧められた。この教えを実行に移す努力を行い亡命中でたびたび教会会議を召集、パリ、ランス、トリーア、クレモナなどで開いた教会会議を通じて教会改革を推し進めた。1872年、ピウス9世により列福された。

## 世界遺産との関連
世界遺産として1981年に認定されたフォントネーのシトー会修道院の教会堂を献堂したことでも知られるが、これは上記放浪中の1147年のことであった。また、1990年に登録されたサン・ジミニャーノ歴史地区にあるサン・ジミニャーノ参事会教会はエウゲニウス3世による建設である。